# 小行星307
小行星307（307 Nike）是一颗围绕太阳公转的小行星。1891年3月5日，奧古斯特·卡洛斯在尼斯描述了此天体。
該小行星以希腊神话中的胜利女神尼刻命名。
这颗小行星的绝对星等为10.12等。
1972年12月2日，先驱者10号曾经在距离小行星307约8.8 × 106公里经过。它是先驱者10号在经过小行星带时最接近这个飞行器的小行星之一。

## 相关條目
- 小行星列表/10001-11000

## 外部連結
- Asteroid Lightcurve Database (LCDB) （页面存档备份，存于）, query form (info （页面存档备份，存于）)
- Dictionary of Minor Planet Names, Google books
- Discovery Circumstances: Numbered Minor Planets (10001)-(15000) （页面存档备份，存于） – Minor Planet Center
- 小行星307 at AstDyS-2, Asteroids—Dynamic Site
  - Ephemeris · Observation prediction · Orbital info · Proper elements · Observational info
- NASA JPL小天體瀏覽器上的小行星307

| 前一小行星： 小行星306 | 小行星列表 | 後一小行星： 小行星308 |